# Cree Cicchino
Cree Cicchino est née à Queens, New York, aux États-Unis, le 9 mai 2002

## Biographie
Cree Cicchino grandit dans le Queens, à New York. Sa famille est d'origine équatorienne et italienne. Elle a une sœur jumelle,, . Très jeune enfant, elle s'intéresse à la danse. Elle désire un moment devenir danseuse professionnelle. Mais ayant été inscrite par sa mère dans des cours de théâtre, elle se prend finalement d'intérêt pour l'interprétation. 
À 13 ans, elle interprète Babe Carano, durant 3 saisons, dans Game Shakers, une série américaine diffusée sur Nickelodeon,, et participe à la Nickelodeon's Ultimate Halloween Costume Party en 2015, une fête d'Halloween sur Nickelodeon, réunissant des célébrités pour le public jeune, avec des jeux et des astuces pour organiser soi-même sa propre fête d'Halloween. En août 2018, elle joue le rôle de Marisol Fuentes dans une série de Netflix, Mr. Iglesias,. En août 2019, elle est choisie pour incarner Mim, le meilleur ami de Clancy dont les parents ont été enlevés, dans un film de Netflix, The Sleepover,.
Elle vit actuellement au Queens, New York, et à Los Angeles, Californie (États-Unis).

## Filmographie

### Cinéma
- 2012 : Halloween Party
- 2020 : La Nuit où on a sauvé maman (The Sleepover) de Trish Sie : Mim
- 2024 : Turtles All the Way Down de Hannah Marks : Daisy
- 2025 : Twinless de James Sweeney (en) :

### Télévision

#### Séries télévisées
- 2015-2019 : Game Shakers : Babe Carano
- 2017 : Henry Danger (saison 4, épisode 4) : Babe Carano
- 2018 : Me, Myself and I (saison 1, épisode 13) : Julia
- 2019-2020 : Mr. Iglesias : Marisol Fuentes
- 2020 : Intercomédies : Un événement sportif (saison 1, épisode 2) : Marisol Fuentes
- Depuis 2020 : Big Sky : Emily
- 2021 : And Just Like That... : Luisa Torres

#### Téléfilms
- 2015 : Nickelodeon's Ho Ho Holiday Special : Fred
- 2020 : La Nuit où on a sauvé maman (The Sleepover) : Mim

#### Séries d'animations
- 2015-2017 : Le petit royaume des Palace Pets (4 épisodes) : Coquillage (voix)
- 2018 : Les Aventures de Kid Danger (saison 1, épisode 10) : Quinn (voix)

### Voix françaises
En France et en Belgique :  
- Shérine Seyad dans :
  - 2015-2019 : Game Shakers (série TV)
  - 2017 : Henry Danger (série TV)

et
- Diane Kristanek dans :
  - 2019-2020 : Mr. Iglesias (série TV)
- Lila LaCombe dans :
  - 2020 : La Nuit où on a sauvé maman (téléfilm)